# Marc Guéhi
Addji Keaninkin Marc-Israel Guéhi (* 13. Juli 2000 in Abidjan, Elfenbeinküste) ist ein englischer Fußballspieler, der bei Crystal Palace unter Vertrag steht. Der Innenverteidiger ist seit März 2022 englischer Nationalspieler.

## Karriere

### Verein
Marc Guéhi begann bei den Cray Wanderers mit dem Fußballspielen und stieß im Jahr 2007 in die Jugend des FC Chelsea. Bei den Blues spielte er in diversen Juniorenmannschaften und kam in der Saison 2016/17 in die U18-Mannschaft. Zur Saison 2018/19 etablierte er sich in der Premier League 2 bei der Reserve als Stammspieler. Sein Debüt in der ersten Mannschaft gab er am 25. September 2019 beim 7:1-Heimsieg gegen Grimsby Town im EFL Cup 2019/20.
Am 10. Januar 2020 wechselte er in einem Leihgeschäft bis zum Ende der Spielzeit 2019/20 zum Zweitligisten Swansea City, wo er Spielpraxis auf Herrenniveau sammeln sollte. Für die Swans absolvierte er 12 Ligaspiele und scheiterte mit der Mannschaft in den Aufstiegsplay-offs im Halbfinale am FC Brentford. Dabei wurde er in beiden Spielen eingesetzt. In der Sommerpause wurde die Leihe für die Saison 2020/21 verlängert. In seiner zweiten Leihperiode stieg Guéhi zum unumstrittenen Stammspieler auf und absolvierte insgesamt 43 Ligaspiele. Mit den Swans erreichte er das Endspiel der Aufstiegs-Play-offs, das jedoch mit 0:2 abermals gegen den FC Brentford verloren ging.
Im Juli 2021 wechselte Guéhi zu Crystal Palace und unterschrieb dort einen Fünfjahresvertrag.

### Nationalmannschaft
Von August 2015 bis Februar 2016 bestritt Guéhi neun Länderspiele für die englische U16-Nationalmannschaft. Ab August 2016 war er für die U16 in Einsatz und nahm mit dieser an der U17-Europameisterschaft 2017 in Kroatien teil und führte England als Kapitän zum zweiten Platz. Das Endspiel ging mit 6:3 nach dem Elfmeterschießen gegen Spanien verloren. Im Herbst 2017 wurde er mit dieser Auswahl U17-Weltmeister, nachdem man sich mit einem 5:2-Sieg im Endspiel gegen Spanien am verlorenen Europameisterschaftsfinale revanchieren konnte. Guéhi erzielte in diesem Spiel seinen einzigen Turniertreffer. Nach dem Turnier endete seine Zeit mit der U17 nach 21 Einsätzen.
Zwischen September 2017 und März 2018 machte er vier Länderspiele für die U18. Von Oktober 2018 bis März 2019 absolvierte er sechs Spiele für die U19, in denen er drei Mal treffen konnte.
Im Juni 2019 debütierte er in der U20 und im September desselben Jahres in der U21-Nationalmannschaft.
Am 26. März 2022 debütierte Marc Guéhi für die englische Fußballnationalmannschaft bei einem 2:1-Heimsieg in Wembley über die Schweiz.

## Titel
Nationalmannschaft
- U17-Weltmeister: 2017

Individuelle Auszeichnungen
- U17-Europameisterschaft: Mannschaft des Turniers 2017